# Juliet Chekwel
Juliet Chekwel (ur. 25 maja 1990 w Kapchorwie) – ugandyjska lekkoatletka specjalizująca się w biegach długich.
Na początku kariery biegała na 1500 metrów, zajmując czwarte miejsce podczas igrzysk Wspólnoty Narodów młodzieży (2008).
Szesnasta zawodniczka biegu na 10 000 metrów podczas mistrzostw świata w Moskwie (2013). Dwa lata później ponownie wystąpiła na światowym czempionacie – zajęła 17. miejsce i ustanowiła wynikiem 32:20,95 nieaktualny już rekord Ugandy.
Wielokrotna uczestniczka mistrzostw świata w biegach przełajowych – w 2015 zdobyła brązowy medal w rywalizacji drużynowej seniorek.
Medalistka mistrzostw Ugandy.

## Osiągnięcia indywidualne
| Rok  | Impreza                                   | Miejsce        | Konkurencja      | Pozycja     | Wynik    |
| ---- | ----------------------------------------- | -------------- | ---------------- | ----------- | -------- |
| 2008 | Igrzyska Wspólnoty Narodów młodzieży      | Pune           | bieg na 1500 m   | 4. miejsce  | 4:24,60  |
| 2010 | Mistrzostwa Afryki                        | Nairobi        | bieg na 1500 m   | eliminacje  | 4:25,50  |
| 2011 | Mistrzostwa świata w biegach przełajowych | Punta Umbría   | bieg seniorek    | 22. miejsce | 26:37    |
| 2012 | Mistrzostwa Afryki w biegach przełajowych | Kapsztad       | bieg seniorek    | 13. miejsce | 28:33    |
| 2013 | Mistrzostwa świata w biegach przełajowych | Bydgoszcz      | bieg seniorek    | 9. miejsce  | 24:58    |
| 2013 | Mistrzostwa świata                        | Moskwa         | bieg na 10 000 m | 16. miejsce | 32:57,02 |
| 2015 | Mistrzostwa świata w biegach przełajowych | Guiyang        | bieg seniorek    | 14. miejsce | 27:40    |
| 2015 | Mistrzostwa świata                        | Pekin          | bieg na 10 000 m | 17. miejsce | 32:20,95 |
| 2016 | Igrzyska olimpijskie                      | Rio de Janeiro | bieg na 5000 m   | eliminacje  | 15:29,07 |
| 2016 | Igrzyska olimpijskie                      | Rio de Janeiro | bieg na 10 000 m | –           | DNF      |
| 2018 | Igrzyska Wspólnoty Narodów                | Gold Coast     | bieg na 5000 m   | 4. miejsce  | 15:30,17 |
| 2018 | Igrzyska Wspólnoty Narodów                | Gold Coast     | bieg na 10 000 m | 7. miejsce  | 31:57,97 |
| 2019 | Mistrzostwa świata                        | Doha           | bieg na 10 000 m | 20. miejsce | 33:28,18 |
| 2019 | Mistrzostwa świata w biegach przełajowych | Aarhus         | bieg seniorek    | 13. miejsce | 37:35    |
| 2020 | Mistrzostwa świata w półmaratonie         | Gdynia         | półmaraton       | 14. miejsce | 1:08:44  |
| 2021 | Igrzyska olimpijskie                      | Tokio          | maraton          | 69. miejsce | 2:53:40  |

## Rekordy życiowe
- Bieg na 5000 metrów – 15:20,15 (2016)
- Bieg na 10 000 metrów – 31:37,99 (2016) rekord Ugandy
- Bieg na 3000 metrów z przeszkodami – 9:48,01 (2015)
- Bieg na 5 kilometrów – 15:39 (2013) rekord Ugandy
- Bieg na 10 kilometrów – 32:39 (2013)
- półmaraton – 1:08:44 (2020) rekord Ugandy